# Centrantyx nitidus
Centrantyx nitidus är en skalbaggsart som beskrevs av Valck Lucassen 1935. Centrantyx nitidus ingår i släktet Centrantyx och familjen Cetoniidae. Inga underarter finns listade.